# Giganternes Kamp
Giganternes Kamp (originaltitel: Hell's Angels) er et amerikansk krigsdrama fra 1930, instrueret og produceret af Howard Hughes.
I hovedrollerne ses Ben Lyon, James Hall og Jean Harlow. Filmen følger to meget forskellige brødre som er piloter under første verdenskrig. Der opstår drama, da de begge bliver tiltrukket af den samme kvinde.
Giganternes Kamp blev oprindeligt lavet som stumfilm, men dele af filmen blev genindspillet efter tonefilmens indtog. Dette, kombineret med dramatiske flyscener og at dele af filmen blev filmet i farver, gjorde at den endte op som den dyreste film som hidtil var blevet produceret. Denne rekord blev senere slået af Borte med blæsten (1939).
Kritikerne var imponerede over flyscenerne, men var knap så glade for skuespillernes præstationer. Filmen blev nomineret til en Oscar for bedste fotografering.

## Handling
Roy (James Hall) og Monte Rutledge (Ben Lyon) er to meget forskellige brødre, som studerer ved University of Oxford ved udbruddet af første verdenskrig. Rolige og pligtopfyldende Roy er meget forelsket i kæresten Helen (Jean Harlow). Broren Monte derimod er en uansvarlig kvindebedårer. Den tyske student Karl (John Darrow) er bedste ven med dem begge.
Da Storbritannien og Tyskland kommer med i første verdenskrig befinder de tre venner sig på modsat side i krigen.
Karl bliver indkaldt til det tyske forsvar, mens de to brødre melder sig til de britiske flystyrker.
Roy ønsker at tjene sit land, mens Monte melder sig for at få et kys fra en pige på rekrutteringsstationen.
Ved et selskab lige efter bliver Monte introduceret for Helen og de to havner i seng sammen, uden at Roy får det at vide.
I mellemtiden får Karl tjeneste ombord på en zeppeliner som har til opgave at bombe London.
Karl saboterer opgaven på grund af sin kærlighed til England,
men før hans overordnede finder ud af hvad han har gjort, bliver de angrebet af britiske fly, blandt dem Roy og Monte.
Selv om briterne vinder slaget bliver brødrenes fly skudt ned, hvilket giver Monte en stærk angst.
Efterhånden begynder rygtet at gå om at Monte er en kujon, noget hans bror gerne vil gøre en ende på.
Roy og Monte melder sig derfor frivilligt til et farlig bombetogt over Tyskland, en opgave de sandsynligvis ikke kommer til at overleve.
Før de skal flyve, ønsker Roy at sige farvel til Helen, men finder hende sammen med en anden mand.
Hun ydmyger ham offentligt og afslutter forholdet.
Brødrenes bombetogt er vellykket, men deres fly bliver skudt ned og de bliver taget til fange af tyskerne.
De får valget mellem at blive henrettet eller give nogle oplysninger, som kan skade deres egne soldater, mod at deres liv bliver sparet.
Monte ønsker at snakke, så Roy bliver tvunget til at dræbe broren for at redde tusindvis af britiske soldater.
Han bliver selv dræbt til sidst, da han nægter at samarbejde.
Lige derefter angriber briterne den tyske front.

## Produktion
I efteråret 1926 foreslog Marshall Neilan til Howard Hughes at lave en film om piloter under første verdenskrig.
Hughes arbejdede med manuskriptet sammen med Neilan og Joseph Moncure March.
Han rejste også til Europa for at købe autentiske fly, byggede sin egen flybase i San Fernando Valley og ansatte en række piloter til filmens flyscener.
Hughes havde da den største samling med militærfly som var ejet af en privatperson.
Den 31. oktober 1927 startede indspilningen af stumfilmen, med Ben Lyon, James Hall og Greta Nissen i hovedrollerne.
Både Neilan og filmens første instruktør, Luther Reed trak sig fra projektet i en tidlig fase.
Hughes tog selv over som instruktør på filmen, og var specielt interesseret i flyscenerne. I løbet af de i alt tre år som produktionen varede, var der en række alvorlige ulykker i forbindelse med indspilningen af disse scener.
To piloter og en mekaniker mistede livet. Hughes selv ødelagde sit fly på vej til filmstudioet.
Den færdige film blev forhåndsvist i marts 1929.
På dette tidspunkt havde tonefilmen gjort sit indtog, og Hughes' film, som han allerede havde brugt to millioner dollar på, var forældet. Hughes bestemte sig for at lægge lyd på flyscenerne og indspille de andre scener på ny.
Han gav James Whale opgaven med at instruere disse. March blev kaldt tilbage for at lave de nødvendige ændringer i manuskriptet. Produktionen af den nye version startede i begyndelsen af september 1929.
Nissens norske accent gjorde hende utroværdig i rollen som britisk aristokrat, og man måtte derfor finde en som kunne erstatte hende. Hughes vurderede en række blonde, håbefulde skuespillerinder, blandt andre Carole Lombard, Thelma Todd, June Collyer, Ann Harding og Dorothy Mackaill, men fandt ingen han var tilfreds med. Indspilningerne startede derfor uden en kvindelig hovedrolleindehaver.
Løsningen kom da Lyon og Hall huskede Jean Harlow, som Hall havde spillet med i Solskinspigen (1929).
Hughes gav hende rollen efter at have set hendes prøvefilm.
Dele af filmen blev filmet i farver.
Filmens sidste scene, den store kampscene, blev filmet 7. december 1929. Der blev brugt 1700 statister, af i alt 20 000 som havde været brugt i løbet af produktionen.

## Eksterne Henvisninger
- Giganternes Kamp på Internet Movie Database (engelsk)
- Giganternes Kamp i Svensk Filmdatabas (svensk)
- Giganternes Kamp på AlloCiné (fransk)
- Giganternes Kamp på MovieMeter (nederlandsk)
- Giganternes Kamp på AllMovie (engelsk)
- Giganternes Kamp hos American Film Institute (engelsk)
- Giganternes Kamps profil hos Encyclopædia Britannica Online (engelsk)
- Giganternes Kamp på Turner Classic Movies (engelsk)
- Giganternes Kamp på The Movie Database (engelsk)
- Giganternes Kamp på Rotten Tomatoes (engelsk)